# Hesperetin
Hesperetin ist ein Flavonoid aus der Gruppe der Flavanone. Es ist das Aglykon der Flavanon–O–Glycoside Hesperidin und Neohesperidin.

## Geschichte
Hesperetin wurde 1928 erstmals durch Hydrolyse von Hesperidin erhalten.

## Vorkommen

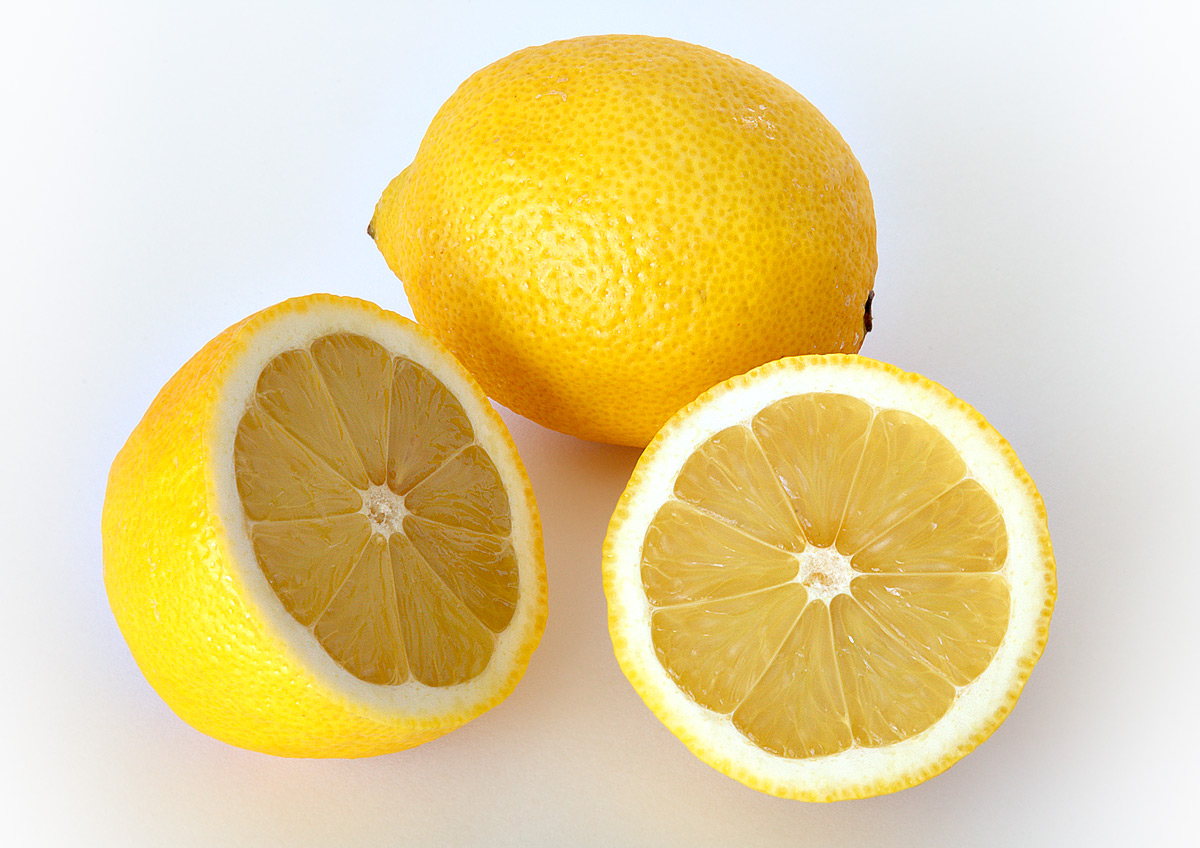
Ganze und aufgeschnittene Zitrone

Hesperetin kommt neben Hesperidin in Schalen von Orangen und anderen Zitrusfrüchten vor.

## Eigenschaften
Das natürliche Hesperetin ist chiral. Der spezifische Drehwert des natürlichen (S)-(−)-Hesperetins beträgt −37,6° (c = 1,8 M in Ethanol bei 27 °C).

## Pharmakologische Wirkung
Hesperetin hemmt als starkes Antioxidans die Lipidperoxidation und kann Nervenzellen vor bestimmten schädigenden Einflüssen schützen (Neuroprotektion).
Weiterhin senken Hesperetin und seine Metaboliten den Lipidgehalt des Blutes, wobei es auch Hinweise auf eine Hemmung der Cholesterinbiosynthese gibt.